# Мартыново (Татарстан)
Мартыново (тат. Мәртен) — село в Кильдебякском сельском поселении Сабинского района Республики Татарстан.

## Общая информация
Общая площадь села составляет 35,94 га. Через село протекает река Казкаш, высота центра селения над уровнем моря — 174 м. Находится в 5 км к юго-востоку от районного центра — посёлка городского типа Богатые Сабы.
В селе 3 улицы: Кирова, Мирная, Нагорная. 
Мартыново электрифицировано и газифицировано, имеется водопроводная сеть, построенная в 2010 году.
В Мартыново действует сельский клуб.
С осени 2016 года ведётся строительство мечети, завершение которого запланировано к празднику Курбан-байрам в 2017 году (1 сентября).

## История
Впервые упоминается в 1678 году. До 1930-х годов называлось Ташлы Илга. До отмены крепостного права в 1861 году жители села относились к государственным крестьянам. Основными видами деятельности были земледелие и скотоводство. В начале XX века в селе была мечеть и мектеб. 
В «Списке населенных мест по сведениям 1859 года», изданном в 1866 году, населённый пункт упомянут как казённая деревня Ташлы-Илга (Мартыново) 1-го стана Мамадышского уезда Казанской губернии. Располагалась при речке Старой Сабе, по правую сторону Зюрейского торгового тракта, в 75 верстах от уездного города Мамадыша и в 49 верстах от становой квартиры во владельческом селе Кукморе (Таишевский Завод). В деревне, в 58 дворах жили 353 человека (189 мужчин и 164 женщины), была мечеть.
Административно село относилось к Сатышевской волости Мамадышского уезда Казанской губернии. В 1920 году, после ликвидации уезда, волость вместе с селом вошла в состав Мамадышского кантона. После упразднения кантона в августе 1930 года Мартыново в составе Сабинского района. С 2005 года включено в Кельдебякское сельское поселение данного района.

## Население
| Год  | Численность | Численность |
| ---- | ----------- | ----------- |
| 1782 | 70          | [ 11 ]      |
| 1859 | 348         | [ 11 ]      |
| 1897 | 498         | [ 11 ]      |
| 1908 | 533         | [ 11 ]      |
| 1920 | 598         | [ 11 ]      |
| 1926 | 511         | [ 11 ]      |
| 1938 | 478         | [ 11 ]      |
| 1949 | 475         | [ 11 ]      |
| 1970 | 279         | [ 11 ]      |
| 1979 | 182         | [ 11 ]      |
| 1989 | 94          | [ 11 ]      |
| 2002 | 44          | [ 11 ]      |
| 2012 | 54          |             |